# Кязимов, Агакиши Самед оглы
Агакиши Самед оглы Кязимов (азерб. Ağakişi Şəmməd oğlu Kazımov; 28 ноября 1935, Агджабеди — 8 октября 2021, Баку) — советский и азербайджанский театральный деятель, актёр, режиссёр, Народный артист Азербайджанской Республики (2000), профессор.

## Биография
Родился Агакиши Самед оглы Кязимов 28 ноября 1935 года в городе Агджабеди Закавказской Советской Республики.
С 1952 по 1957 годы получал высшее образование на актёрском факультете Азербайджанского государственного театрального института. В 1959 году принял участие в Декаде азербайджанской литературы и искусства в Москве в составе творческой группы академического драматического театра.
В 1960 году приказом Министерства культуры Кязимов был назначен главным режиссёром Губинского государственного драматического театра.
В 1964 году поступил на режиссёрский факультет Ленинградского государственного института театра, музыки и кинематографии. Завершая учёбу в Ленинграде, представил преддипломную работу в Казани в Татарском государственном академическом драматическом театре им. М.Байкиева драму «Дуэль», а в качестве дипломной работы — «Айдын» на татарском языке.
С 1969 по 1970 годы работал в Сумгаитском государственном музыкально-драматическом театре сначала в качестве директора, а затем главным режиссёром. Постановки Кязымова отличаются монументальным сценическим решением, верностью национальным традициям. К лучшим работам Агакиши Кязимова можно отнести: "Скорбящий Фахраддин" (Н.Вазиров), "Свадьба" (С.Рахман) - в Сумгаитском государственном драматическом театре, "Теза Галин" (С.Даглы), "Аршин мал алан" (у.Гаджибеков), "Путь к счастью" (И.Дунаевский) - в Государственном театре музыкальной комедии, "Комсомольская поэма" (И.Кошгун), "Малик Мамед" (А.Аббасов), "Гаджи Ганбер" (Н.Везиров), "Маленький холм" (Н.Хазри), "В Хрустальном дворце" (И.Эфендиев) и другие. В последние годы Кязимов работал режиссёром-постановщиком в Академическом национальном драматическом театре. Он работал над многими постановками в этом театре.
За свои творческие достижения Агакиши Кязимов в 1987 году был удостоен звания заслуженного деятеля искусств, а в 2000 году стал Народным артистом Азербайджана.
Был женат на заслуженной артистке Азербайджана Мехрибан Абдуллаевой.
Агакиши Казимов проживал в Баку. Скончался 8 октября 2021 года. Похоронен на кладбище "Вольчьи ворота".

## Награды и премии
- Народный артист Азербайджанской Республики — 2000,
- Заслуженный деятель искусств Азербайджанской ССР — 1987,
- Персональная пенсия Президента Азербайджанской Республики — 2003[6].